# Kraft durch Freude

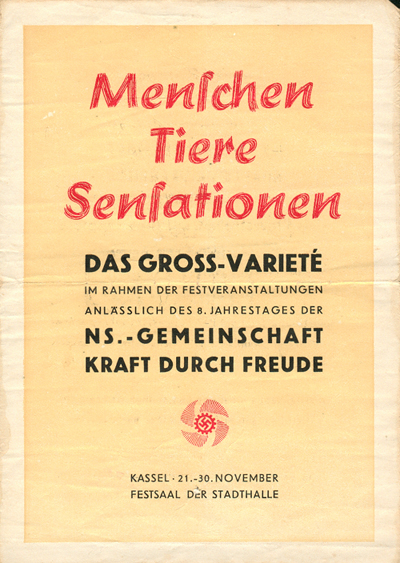
Broszura KdF

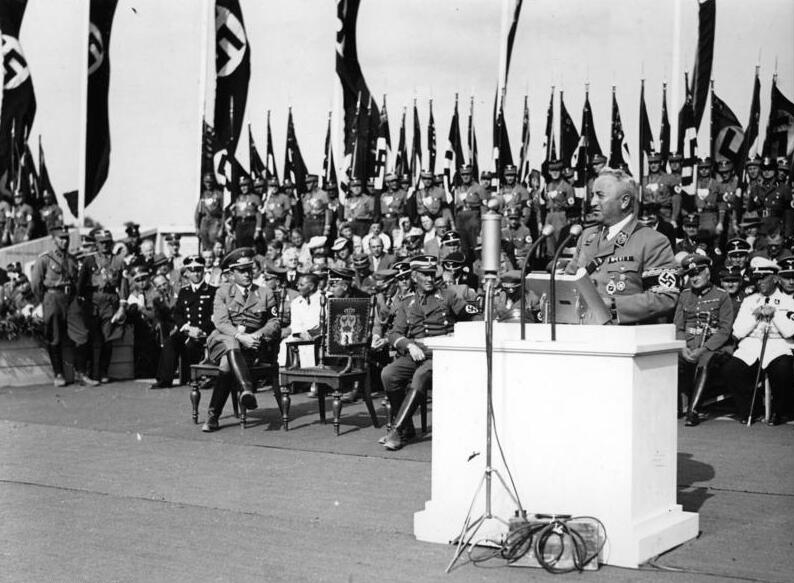
Okolicznosciowe przemówienie Leya podczas otwarcia nowego osiedla w dzielnicy Charlottenburg-Nord w Berlinie 1 sierpnia 1939 r. W tle po lewej Albert Speer i Julius Lippert

 Kraft durch Freude, KdF („siła przez radość”) – nazwa nazistowskiej organizacji zajmującej się organizowaniem masowych imprez turystycznych i sportowych dla obywateli III Rzeszy. Organizacyjnie KdF była częścią DAF, powstałego w 1933 i działającego pod nadzorem NSDAP „frontu pracy” – organizacji zrzeszającej pracowników i pracodawców.

## Historia
Jednym z założycieli i najbardziej prominentnych działaczy KdF był Robert Ley, przewodniczący DAF. Hitler oraz Ley obawiali się, że zdławienie związków zawodowych, a także blokowanie wzrostu płac przez system Powiernictwa Pracy, połączone z bezwzględnymi żądaniami zwiększenia produktywności niemieckiego przemysłu zbrojeniowego, doprowadziłyby do ryzyka wywołania niezadowolenia pośród klasy robotniczej. W listopadzie 1933 w celu zapobieżenia rozruchom robotniczym, DAF założył organizację Siła Przez Radość, KdF, która miała na celu wprowadzenie szeregu udogodnień i przywilejów dla niemieckich robotników i ich rodzin. Obejmowały one m.in. darmowe wakacje w ośrodkach wypoczynkowych w Niemczech oraz w „bezpiecznych” miejscach za granicą (głównie we Włoszech). Pierwsze na świecie „czyste” (w znaczeniu „aryjskie”) wycieczkowce pasażerskie, „MS Wilhelm Gustloff” oraz „Robert Ley”, zostały zbudowane w Hamburgu w latach 1936-39, by zabierać członków KdF w rejsy morskie, m.in. po Morzu Śródziemnym. Zwodowany 12 marca 1938 w Hamburgu „Robert Ley” posiadał tylko jedną klasę i miał służyć podróżom robotników, pracowników umysłowych i przedsiębiorców. Ogółem w latach 1934-39 pod znakiem KdF eksploatowano, obok dwóch wyżej wspomnianych motorowców, jeszcze 11 sporych jednostek pasażerskich, wyczarterowanych lub nabytych od różnych armatorów niemieckich. Znalazły się wśród nich m.in. „Sierra Morena” (nabyty jako pierwszy własny statek KdF wprowadzony do służby jako „Der Deutsche”), „Stuttgart” (bliźniak tragicznego „Steubena”) i „Berlin” (który pod nazwą „Admirał Nachimow” zatonął w 1986, jako ostatni ze statków „pamiętających” służbę w barwach KdF).
Do innych, realizowanych przez KdF programów, należała organizacja koncertów, oper oraz innych form rozrywki w fabrykach i miejscach pracy, a także darmowe wychowanie fizyczne i treningi gimnastyczne. W 1939 w imprezach KdF uczestniczyło około 25 milionów Niemców. W tym samym roku KdF zostało odznaczone pucharem przez Międzynarodowy Komitet Olimpijski.

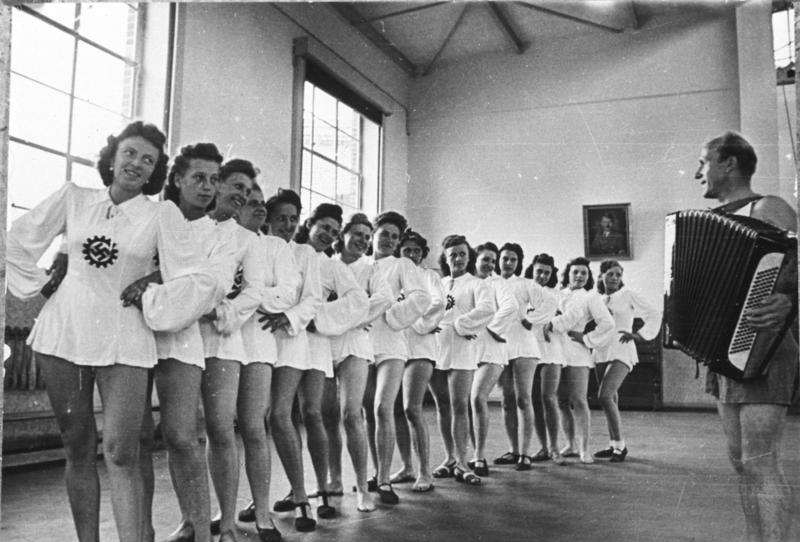
Zajęcia KdF. Na koszulce widoczny emblemat DAF

Wszystkie programy socjalne opłacane były z budżetu DAF, a w konsekwencji – ze składek członkowskich. W 1937 ich łączny koszt wyniósł 29 mln marek. KdF był jednym z najpopularniejszych osiągnięć reżimu nazistowskiego i dlatego stanowił pomost pomiędzy klasą robotniczą a rządem, przynajmniej do 1939.
Najbardziej ambitnym pomysłem DAF i KdF był „samochód dla ludu” – Volkswagen. Jego początkowy projekt został wykonany na prośbę Hitlera przez projektanta samochodów, Ferdinanda Porschego. Kiedy przemysł motoryzacyjny nie był w stanie zrealizować żądania Hitlera, by Volkswagena sprzedawano w cenach do 1000 marek, projekt został przejęty przez Niemiecki Front Pracy. „Socjalistyczne” tendencje Leya powróciły do łask. Powiedział on, że partia przejęła inicjatywę po klęsce prywatnej przedsiębiorczości, której przyczyną miały być: „krótkowzroczność, brak dobrej woli, głupota i pogoń za zyskiem” burżuazji. Porsche, zatrudniony przez DAF, zbudował nową fabrykę Volkswagena w Fallersleben. Ogromne koszty inwestycji pokryto częściowo przez wykorzystanie zgromadzonego w DAF majątku oraz sprzeniewierzenie składek, płaconych przez członków frontu pracy. Pierwsze modele Volkswagena pojawiły się w lutym 1939. Niemieccy robotnicy mogli kupować samochody w systemie ratalnym; jednak żaden z 340 tys. robotników, którzy dokonali już wpłaty nie otrzymał upragnionego samochodu. Cały projekt okazał się wadliwy pod względem finansowym. Zakłady zbudowane dla ich produkcji wytwarzały w to miejsce pojazdy wojskowe, głównie Kübelwagen 82.
KdF uczestniczył też w dystrybucji popularnych odbiorników radiowych, tzw. odbiorników ludowych Volksempfänger.
Działalność KdF praktycznie ustała po wybuchu II wojny światowej. Przedwojenna duma KdF – MS Wilhelm Gustloff – został zatopiony 30 stycznia 1945, była to największa katastrofa morska, śmierć poniosło od 6,5 do 9,3 tysięcy ludzi. Jednym z gigantycznych i nigdy nieukończonych projektów był rozciągający się na długości 4,5 km ośrodek wypoczynkowy Prora nad Bałtykiem (na wyspie Rugia pomiędzy Sassnitz a Binz), na 20 000 miejsc. Po 1945 część obiektu wykorzystano na koszary, a w 2011 po pracach budowlanych wartości 16 mln euro otwarto tu schronisko młodzieżowe z 400 miejscami. 

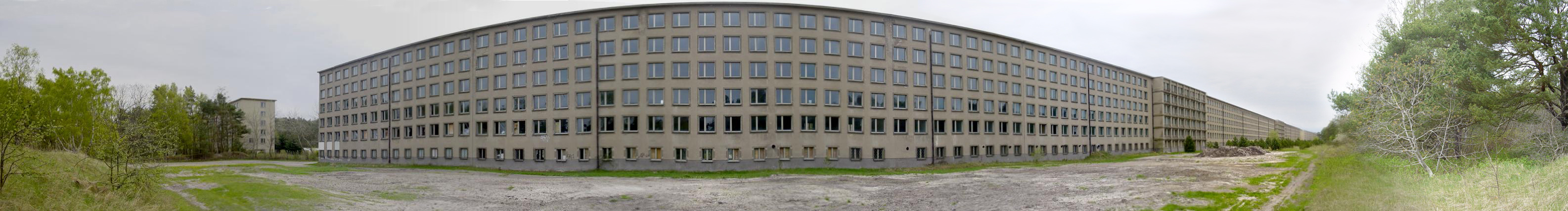
Jeden z budynków kompleksu Prora